# 北閉伊郡

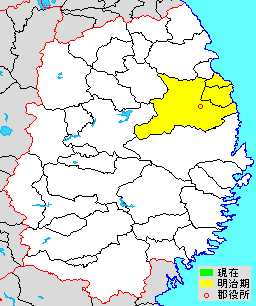
岩手県北閉伊郡の範囲

北閉伊郡（きたへいぐん）は、岩手県にあった郡。

## 郡域
明治12年（1879年）に行政区画として発足した当時の郡域は、現在の下閉伊郡岩泉町・田野畑村・普代村の全域にあたる。

## 歴史

### 郡発足までの沿革
- 幕末時点では陸奥国に所属し、全域が盛岡藩領であった。「旧高旧領取調帳」に記載されている、閉伊郡のうち後の本郡域の明治初年時点での村は以下の通り。（25村）

下有芸村、上有芸村、釜津田村、大川村、浅内村、小本村、中里村、中島村、袰野村、乙茂村、猿沢村、鼠入村、尼額村、袰綿村、穴沢村、門村、浜岩泉村、田野畑村、沼袋村、岩泉村、二升石村、安家村、普代村、黒崎村、堀内村
- 明治元年12月7日（1869年1月19日）
  - 陸奥国の分割により、陸中国の所属となる。
  - 盛岡藩が戊辰戦争後の処分により、領地を没収される。後の北閉伊郡全域が信濃松代藩取締地となり、盛岡県（第1次）を称する[1]。
- 明治2年8月7日（1869年9月12日） - 盛岡県（第1次）の区域をもって江刺県を設置。
- 明治4年11月2日（1871年12月13日） - 第1次府県統合により盛岡県（第3次）の管轄となる。
- 明治5年1月8日（1872年2月16日） - 盛岡県（第3次）が岩手県に改称。
- 明治9年（1876年） - 黒崎村・堀内村が普代村に合併。（23村）
- 明治11年（1878年）11月26日 - 郡区町村編制法の岩手県での施行により、行政区画としての閉伊郡が発足。

### 郡発足以降の沿革
- 明治12年（1879年）1月4日 - 閉伊郡が分割し、岩泉村ほか23村の区域をもって北閉伊郡が発足。郡役所が岩泉村に設置。

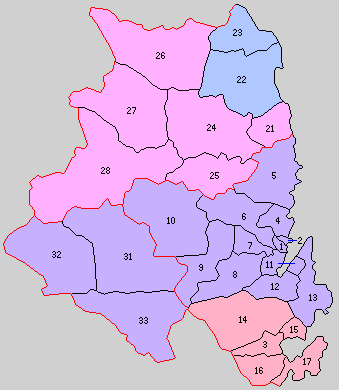
21.小本村 22.田野畑村 23.普代村 24.岩泉村 25.有芸村 26.安家村 27.小川村 28.大川村（桃：岩泉町 青：合併なし 1 - 17は東閉伊郡 31 - 33は中閉伊郡）

- 明治22年（1889年）4月1日 - 町村制の施行により、以下の各村が発足。特記以外は現・下閉伊郡岩泉町。（8村）

  - 小本村 ← 小本村、中里村、中島村、袰野村
  - 田野畑村 ← 田野畑村、浜岩泉村、沼袋村（現・下閉伊郡田野畑村）
  - 普代村 （単独村制。現・下閉伊郡普代村）
  - 岩泉村 ← 岩泉村、尼額村、乙茂村、猿沢村、二升石村
  - 有芸村 ← 上有芸村、下有芸村、鼠入村
  - 安家村 （単独村制）
  - 小川村 ← 穴沢村、門村、袰綿村
  - 大川村 ← 大川村、浅内村、釜津田村
- 明治30年（1897年）4月1日 - 郡制の施行により、北閉伊郡・東閉伊郡・中閉伊郡の区域をもって下閉伊郡が発足。同日北閉伊郡廃止。

### 変遷表
| 明治以前 | 明治初年 - 明治11年 | 明治12年 1月4日 北閉伊郡発足 | 明治22年 4月1日 町村制施行 | 明治29年 4月1日 下閉伊郡発足 | 現在     |
| -------- | ------------------- | ---------------------------- | -------------------------- | ---------------------------- | -------- |
| 普代村   | 明治9年 普代村      | 普代村                       | 普代村                     | 下閉伊郡 普代村              | 普代村   |
| 黒崎村   | 明治9年 普代村      | 普代村                       | 普代村                     | 下閉伊郡 普代村              | 普代村   |
| 堀内村   | 明治9年 普代村      | 普代村                       | 普代村                     | 下閉伊郡 普代村              | 普代村   |
| 田野畑村 | 田野畑村            | 田野畑村                     | 田野畑村                   | 下閉伊郡 田野畑村            | 田野畑村 |
| 浜岩泉村 | 浜岩泉村            | 浜岩泉村                     | 田野畑村                   | 下閉伊郡 田野畑村            | 田野畑村 |
| 沼袋村   | 沼袋村              | 沼袋村                       | 田野畑村                   | 下閉伊郡 田野畑村            | 田野畑村 |
| 岩泉村   | 岩泉村              | 岩泉村                       | 岩泉村                     | 下閉伊郡 岩泉村              | 岩泉町   |
| 尼額村   | 尼額村              | 尼額村                       | 岩泉村                     | 下閉伊郡 岩泉村              | 岩泉町   |
| 乙茂村   | 乙茂村              | 乙茂村                       | 岩泉村                     | 下閉伊郡 岩泉村              | 岩泉町   |
| 猿沢村   | 猿沢村              | 猿沢村                       | 岩泉村                     | 下閉伊郡 岩泉村              | 岩泉町   |
| 二升石村 | 二升石村            | 二升石村                     | 岩泉村                     | 下閉伊郡 岩泉村              | 岩泉町   |
| 安家村   | 安家村              | 安家村                       | 安家村                     | 下閉伊郡 安家村              | 岩泉町   |
| 上有芸村 | 上有芸村            | 上有芸村                     | 有芸村                     | 下閉伊郡 有芸村              | 岩泉町   |
| 下有芸村 | 下有芸村            | 下有芸村                     | 有芸村                     | 下閉伊郡 有芸村              | 岩泉町   |
| 鼠入村   | 鼠入村              | 鼠入村                       | 有芸村                     | 下閉伊郡 有芸村              | 岩泉町   |
| 大川村   | 大川村              | 大川村                       | 大川村                     | 下閉伊郡 大川村              | 岩泉町   |
| 浅内村   | 浅内村              | 浅内村                       | 大川村                     | 下閉伊郡 大川村              | 岩泉町   |
| 釜津田村 | 釜津田村            | 釜津田村                     | 大川村                     | 下閉伊郡 大川村              | 岩泉町   |
| 小本村   | 小本村              | 小本村                       | 小本村                     | 下閉伊郡 小本村              | 岩泉町   |
| 中里村   | 中里村              | 中里村                       | 小本村                     | 下閉伊郡 小本村              | 岩泉町   |
| 中島村   | 中島村              | 中島村                       | 小本村                     | 下閉伊郡 小本村              | 岩泉町   |
| 袰野村   | 袰野村              | 袰野村                       | 小本村                     | 下閉伊郡 小本村              | 岩泉町   |
| 穴沢村   | 穴沢村              | 穴沢村                       | 小川村                     | 下閉伊郡 小川村              | 岩泉町   |
| 門村     | 門村                | 門村                         | 小川村                     | 下閉伊郡 小川村              | 岩泉町   |
| 袰綿村   | 袰綿村              | 袰綿村                       | 小川村                     | 下閉伊郡 小川村              | 岩泉町   |